# Beilagan (quận)
Beilagan (tiếng Azerbaijan:Beyləqan) là một quận thuộc Azerbaijan. Dân số thời điểm năm 2012 là 78458 người.